# Jan De Nardi
Jan Christina De Nardi, i vissa källor Ján Christina De Nardi, född Morrow 17 maj 1937, död 11 december 2022, var en australiensisk botaniker. Hon arbetade med botanisk systematik vid University of New South Wales till 2002 och var intendent för biologiska institutionens herbarium därstädes. Hon är auktor (namngivare) för växtarterna Sporobolus creber och Sporobolus blakei.
Arten Sporobolus blakei beskrevs av De Nardi, men giltig publicering gjordes av Bryan Kenneth Simon, så auktorsnamnet anges som Sporobolus blakei De Nardi ex B.K.Simon.
Auktorsnamnet De Nardi kan användas för Jan De Nardi i samband med ett vetenskapligt namn inom botaniken; se Wikipediaartiklar som länkar till auktorsnamnet.